# George Eastham
George Edward Eastham (* 23. September 1936 in Blackpool; † 20. Dezember 2024) war ein englischer Fußballspieler und absolvierte 19 Länderspiele für die englische Nationalmannschaft.

## Sportlicher Werdegang
Eastham wurde in Blackpool, Lancashire geboren, spielte aber zunächst für den nordirischen Verein FC Ards, der von seinem Vater George Richard Eastham, früher selbst englischer Fußballnationalspieler, trainiert wurde, und wurde im Jahr 1956 Profi bei Newcastle United. Als technisch begabter Mittelfeld- und zentraler Angriffsspieler war er vier Jahre in Diensten der Magpies. Als er sich dann nach einem anderen Verein umsah, lehnte er im Dezember 1959 eine Vertragsverlängerung in Newcastle ab. Der Verein stellte sich dann jedoch gegen einen Wechsel Easthams und verweigerte die Herausgabe der Zulassungsdokumente. Daraufhin zog Eastham gegen seinen Verein vor den High Court of Justice und kämpfte gegen diese „unfaire Handelsschranke“. Das Gericht gab 1961 der Klage von Eastham statt und der britische Transfermarkt durchlief anschließend weitreichende Reformen.
In der Zwischenzeit hatte sich Eastham dem FC Arsenal angeschlossen, debütierte im Dezember 1960 gegen die Bolton Wanderers und schoss dabei zwei Tore. Eastham war, obwohl er zuvor noch kein Länderspiel bestritten hatte, Teil des Kaders für die WM 1962 in Chile, wo er jedoch nicht zum Einsatz kam. Sein erstes Länderspiel fand dann im Mai des Jahres 1963 gegen Brasilien statt. Danach war er Bestandteil der Mannschaft, die im Jahr 1966 die Weltmeisterschaft gewann. Wie bereits vier Jahre zuvor, kam er auch in diesem Turnier zu keinem Einsatz. Insgesamt spielte Eastham 19-malig für England und schoss dabei zwei Tore.
Im Jahr 1966 wurde Eastham Mannschaftskapitän des FC Arsenal. Da der Verein unter Trainer Billy Wright jedoch nur als 14. die Saison abgeschlossen hatte, war Eastham mit seiner Situation dort sehr unzufrieden und wechselte nach 223 Spielen und 41 Toren für die Gunners zu Stoke City. Dort verbrachte er insgesamt acht Jahre, gewann im Jahr 1972 den Ligapokal und schoss dabei im Finale gegen den FC Chelsea den entscheidenden Treffer. Im Jahr 1973 wurde er mit dem Order of the British Empire als OBE ausgezeichnet.
Nach seinem Rücktritt als Fußballspieler kehrte er im Jahr 1977 für zehn Monate nach Stoke zurück, um den Verein bis 1978 zu trainieren. Danach zog er sich komplett vom Fußballsport zurück und wanderte später nach Südafrika aus.
Seit seinem Tod am 20. Dezember 2024 leben mit Geoffrey Hurst, Terry Paine und Ian Callaghan nur noch drei Mitglieder der englischen Weltmeister-Elf von 1966.

## Erfolge
- Weltmeister: 1966
- Englischer Ligapokalsieger: 1972